# Chân Bình vương
Chân Bình vương (眞平王 진평왕 Jinpyeong; sống: 565? - 632, trị vì: 579 - 632), tên thật là Kim Bạch Tịnh (金白浄 김白淨), là vua thứ 26 của Tân La, một trong Tam Quốc (Triều Tiên).

## Ban đầu
Người được Chân Hưng vương chỉ định kế vị mình là Kim Bạch Tịnh, con trai của hoàng tử thứ nhất Kim Đồng Luân thái tử (銅輪太子 동륜태자). Năm 576, Kim Sa Nhuận đã tiến hành binh biến đánh vào hoàng cung khiến Chân Hưng vương tức giận qua đời. Kim Sa Nhuận đã chiếm ngôi vua Tân La, trở thành vua Chân Trí vương và trị vì Tân La. Một người vợ lẽ của Chân Hưng vương là Mỹ Thất (Milshi, năm đó đã 30 tuổi) trở thành vợ của Chân Trí vương.
Sau 3 năm làm vua Tân La, năm 579, Mỹ Thất (năm đó 33 tuổi) đã cùng thái hậu Sado, lãnh chúa Thế Tông (Sejong, nhân tình thứ nhất của Mỹ Thất), tướng quân Tuyết Nguyên (Seolwon, là nhân tình thứ hai của Mỹ Thất) và em trai cô là Mễ Sinh (Misaeng,là Pungwolju thứ mười) chỉ huy quân đội triều đình tiến hành binh biến, lật đổ vua Chân Trí vương. Kim Bạch Tịnh được Mỹ Thất đưa lên ngôi vua Tân La và trở thành Chân Bình Vương. Mỹ Thất (Mishil, người mẹ của 6 đứa con) lại trở thành vợ lẽ của Chân Bình vương.

## Cai trị
Ông đã tiếp nối Chân Hưng vương trong việc tổ chức lại hệ thống lãnh đạo trung tâm trong khi có nhiều đụng độ với Bách Tế và Cao Câu Ly. Ông gửi những sứ giả đi để cải thiện mối quan hệ và tăng cường mối liên hệ giữa Tân La và nhà Tùy và nhà Đường. Ông cũng được biết đến vì đã khuyến khích đạo Phật.
Lúc này vợ lẽ của Chân Bình Vương là Mỹ Thất (Mishil) vẫn tư thông với 2 nhân tình của cô ta là lãnh chúa Thế Tông (Sejong, là Pungwolju thứ sáu) và tướng quân Tuyết Nguyên (Seolwon, là Pungwolju thứ bảy). Mỹ Thất sinh cho tướng quân Tuyết Nguyên một đứa con trai có tên là Bảo Tông (Bojong, 寶宗 보종) vào năm 580. Do xã hội Tân La là nam nữ bình đẳng, nam có thể lấy nhiều vợ thì nữ cũng có thể lấy nhiều chồng.
Thời gian sau, Mỹ Thất sinh cho Chân Bình Vương một người con gái có tên là Bảo Hoa công chúa (寶華公主 보화공주).
Năm 586, vua Cao Câu Ly Bình Nguyên Vương phái quân Cao Câu Ly tái chiếm nhiều thành trì ở vùng đông bắc Tân La. Sau đó ông ta dời đô về thành Jangan (Trường An).
Năm 588, Pungwolju thứ sáu của Tân La là Thế Tông (Sejong) qua đời. Cùng năm đó, con trai lớn của Thế Tông và Mỹ Thất là Hạ Tông (Hajong) trở thành Pungwolju thứ mười một của Tân La.
Năm 590, vua Cao Câu Ly Anh Dương Vương phái quân Cao Câu Ly tấn công vùng tây bắc của Tân La. Đến năm 591 thì quân Cao Câu Ly mới bị quân Tân La đánh đuổi về.
Năm 595, con trai của Mỹ Thất (Mishil) với tướng quân Tuyết Nguyên (Seolwon) là Bảo Tông (Bojong) trở thành Hoa Lang và phò tá cho Mỹ Thất.
Năm 598, nhân lúc vua Bách Tế Huệ Vương của Bách Tế vừa lên ngôi, Chân Bình Vương tổ chức nhiều cuộc xâm nhập vào Bách Tế. Kết quả là Tân La đã chiếm vùng thung lũng sông Hán và từ đó có thể thông thương trực tiếp với nhà Tùy (đời vua Tùy Văn Đế) ở Trung Hoa.
Trong Tam quốc di sự có ghi chép lại một truyền thuyết về tình yêu của vua Bách Tế Vũ vương của Bách Tế và một người công chúa của Tân La là con gái của Chân Bình Vương, mặc dù các nhà sử học phủ nhận điều này, do tình hình chiến tranh giữa 3 vương quốc lúc đó. Trong câu chuyện, Chương Thử Đồng (tên thời thơ ấu của Bách Tế Vũ Vương) đã nảy sinh tình yêu với Thiện Hoa công chúa của Tân La. Chương Thử Đồng đã lan truyền bài hát về mình và công chúa. Do bài hát này, Chân Bình Vương đã đuổi nàng ra khỏi hoàng cung, Bách Tế Vũ Vương đã cưới nàng và trở thành vua của Bách Tế vào năm 600.
Trong đầu thời kỳ trị vì Bách Tế Vũ Vương, nước Bách Tế đã tổ chức chiến tranh chống Tân La của Chân Bình Vương nhằm đòi lại lãnh thổ đã mất.
Năm 602, Bách Tế Vũ Vương phái quân Bách Tế đánh chiếm vài thành phía tây nam Tân La.
Năm 603, vua Cao Câu Ly Anh Dương Vương phái quân Cao Câu Ly tấn công vùng tây bắc của Tân La. Đến năm 604, quân Tân La mới đánh lui được quân Cao Câu Ly.
Năm 606, Pungwolju thứ bảy của Tân La là Tuyết Nguyên (Seolwon) qua đời, hưởng thọ 57 tuổi.
Năm 608, vua Cao Câu Ly Anh Dương Vương phái quân Cao Câu Ly đánh chiếm nhiều thành ở vùng đông bắc của Tân La. Đến năm 609, nhiều thành trì phía bắc của Tân La đã bị quân Cao Câu Ly đánh chiếm. Lãnh thổ Tân La lúc này đã bị giảm đi 2/3 so với lúc Chân Bình Vương mới lên ngôi. Năm 611, quân Cao Câu Ly đánh chiếm phần phía tây của thung lũng sông Hán từ Tân La, uy hiếp lãnh thổ Bách Tế của vua Bách Tế Vũ vương.
Năm 612, vợ lẽ của Chân Bình Vương là Mỹ Thất (Mishil]] qua đời, hưởng thọ 66 tuổi. Suốt cuộc đời bà lấy 7 người chồng (lãnh chúa Thế Tông, Tư Đa Hàm, Kim Đồng Luân thái tử, tướng quân Tuyết Nguyên, vua Chân Hưng Vương, vua Chân Trí Vương, vua Chân Bình Vương) và sinh ra 4 người con trai (Hạ Tông, Ngọc Tông, Thọ Tông, Bảo Tông) và 4 người con gái (Ngải Tung công chúa, Ban Nhã công chúa, Lan Nhã công chúa và Bảo Hoa công chúa). Thời gian sau, Bảo Hoa công chúa (con gái của Chân Bình Vương với Mỹ Thất) qua đời.
Năm 614, nhân lúc Cao Câu Ly của vua Cao Câu Ly Anh Dương Vương vừa phải trải qua ba cuộc kháng chiến chống quân đội nhà Tùy (đời vua Tùy Dạng Đế) xâm lược và còn đang mệt mỏi, Chân Bình Vương phái quân Tân La bắc tiến chiếm nhiều thành của Cao Câu Ly và chiếm lại phần phía tây của thung lũng sông Hán từ Cao Câu Ly.
Năm 616, vua Bách Tế Vũ vương phái quân Bách Tế đánh chiếm nhiều thành ở tây bắc Tân La.
Cùng năm 616 con trai của Mỹ Thất (Mishil]] và tướng quân Tuyết Nguyên (Seolwon) là Bảo Tông (Bojong) trở thành Pungwolju thứ mười sáu và đồng thời là Quốc tiên (Gukseon, lãnh đạo của Hoa Lang) thay cho Kim Dữu Tín (Kim Yu-shin, hậu duệ của liên minh Già Da).
Năm 621 Quốc tiên của Tân La là Bảo Tông (Bojong) của Tân La qua đời, hưởng thọ 41 tuổi.
Năm 623, vua Bách Tế Vũ vương phái quân Bách Tế đánh chiếm nhiều thành ở tây bắc Tân La.
Năm 627, vua Bách Tế Vũ Vương của Bách Tế đã huy động một lực lượng quân đội lớn để tấn công Tân La nhưng không thành công do sự can thiệp ngoại giao của nhà Đường (đời vua Đường Thái Tông). Sau việc này, vua Bách Tế Vũ Vương của Bách Tế cũng giữ quan hệ chặt chẽ với nhà Đường, nhưng nhà Đường của Đường Thái Tông lại liên minh với Tân La trong các cuộc chiến tranh.
Vào lúc này, từ năm 628 đến năm 629, Cao Câu Ly (đời vua Cao Câu Ly Vinh Lưu Vương) tiếp tục các trận chiến nhằm thu phục lại các phần lãnh thổ đã bị mất vào tay Tân La. Tuy nhiên quân Cao Câu Ly đã bị quân Tân La đánh bại. Trong năm 629, vua Tân La Chân Bình Vương phái quân Tân La bắc tiến và đánh chiếm nhiều thành trì của Cao Câu Ly. Tướng Tân La là Kim Dữu Tín (Kim Yu-shin) dẫn quân Tân La đánh chiếm thành Nương Tí (Nangbi) của Cao Câu Ly vào năm 629. Cuộc chiến giữa Cao Câu Ly và Tân La tiếp diễn đến năm 631.
Chân Bình Vương không có con trai mà chỉ có 3 người con gái là Thiên Minh công chúa (tiếng Hàn: 천명공주; chữ Hán: 天明公主), Đức Mạn công chúa (tiếng Hàn:덕만공주, chữ Hán: 德曼公主) và Thiện Hoa công chúa (tiếng Hàn:善花公主, chữ Hán: 선화공주). Trong đó Thiên Minh công chúa mất sớm, Thiện Hoa công chúa lại ở Bách Tế làm hoàng hậu cho vua Bách Tế Vũ Vương, còn con trai của Thiên Minh công chúa là Kim Xuân Thu còn trẻ tuổi. Vì thế ông đã chọn con gái thứ 2 là Đức Mạn công chúa lên làm Thế nữ để sau này sẽ kế vị mình. Điều này không có gì khác thường ở Tân La, bởi vì phụ nữ trong thời đại này có vai trò tương đối cao với nhiều cố vấn, quý phu nhân và vương hậu nhiếp chính xuất hiện ở đất nước.
Thêm vào đó, việc Đức Mạn công chúa được Chân Bình Vương lựa chọn làm người kế vị là do sự biểu hiện thông minh sâu sắc của bà ta ngay từ khi bà ta còn là Đức Mạn công chúa. Một câu chuyện được truyền tụng trong cả hai cuốn sách sử nổi tiếng: Samguk Sagi (Hán tự: 三國史記 – Tam Quốc sử ký) và Samguk Yusa (Hán tự: 三國遺事 - Tam Quốc di sự)) như sau:
Khi cha bà (Chân Bình Vương) nhận được một cái hộp hạt giống hoa mẫu đơn từ Hoàng đế Đường Thái Tông kèm theo một bức tranh vẽ đóa hoa mẫu đơn đã thành hình. Nhìn thấy bức tranh, Đức Mạn công chúa đã cho rằng một bông hoa dù có đẹp đến mấy cũng thật tệ khi nó chẳng có mùi hương. Sau đó bà ta nói rằng: "Nếu là con vẽ, sẽ có thêm vô số ong bướm lượn quanh bông hoa này!". Tầm nhìn của Đức Mạn công chúa về sự thiếu hụt mùi hương của bông hoa mẫu đơn đã tỏ ra chính xác, một bằng chứng trong vô số bằng chứng về sự thông minh, thậm chí là khả năng lãnh đạo của bà ta.
Khắp vương quốc, phụ nữ không phải là người có tiếng nói trong gia đình từ khi chế độ mẫu hệ suy yếu bên cạnh chế độ phụ hệ. Tư tưởng Nho giáo đã đặt người phụ nữ vào một vị trí thấp, không có tầm ảnh hưởng gì lớn trong xã hội Triều Tiên, cho tới tận giữa triều đại nhà Triều Tiên thế kỷ thứ XV.
Trong vương triều Tân La, vai trò của người phụ nữ tương đối cao, nhưng vẫn có sự hạn chế trong hành xử và lễ giáo của người phụ nữ. Phụ nữ thường bị hạn chế tham gia vào các hoạt động lớn vì xã hội cho rằng chúng không phù hợp với họ.
Ngày 20 tháng 1 năm 632, Chân Bình vương mất. Người kế vị ông là Đức Mạn công chúa - con gái thứ 2 của ông, sử gọi là Thiện Đức nữ vương.